# Лерма (Бургос)
Лерма (ісп. Lerma) — муніципалітет в Іспанії, у складі автономної спільноти Кастилія-і-Леон, у провінції Бургос. Населення — 2798 осіб (2010).
Муніципалітет розташований на відстані близько 180 км на північ від Мадрида, 36 км на південь від Бургоса.
На території муніципалітету розташовані такі населені пункти: (дані про населення за 2010 рік)
- Кастрільйо-де-Соларана: 43 особи
- Лерма: 2610 осіб
- Рабе-де-лос-Ескудерос: 14 осіб
- Ревілья-Кабріада: 51 особа
- Руялес-дель-Агуа: 31 особа
- Сантільян-дель-Агуа: 28 осіб
- Вільйовіадо: 21 особа

## Демографія
Динаміка населення (INE ):

## Галерея зображень

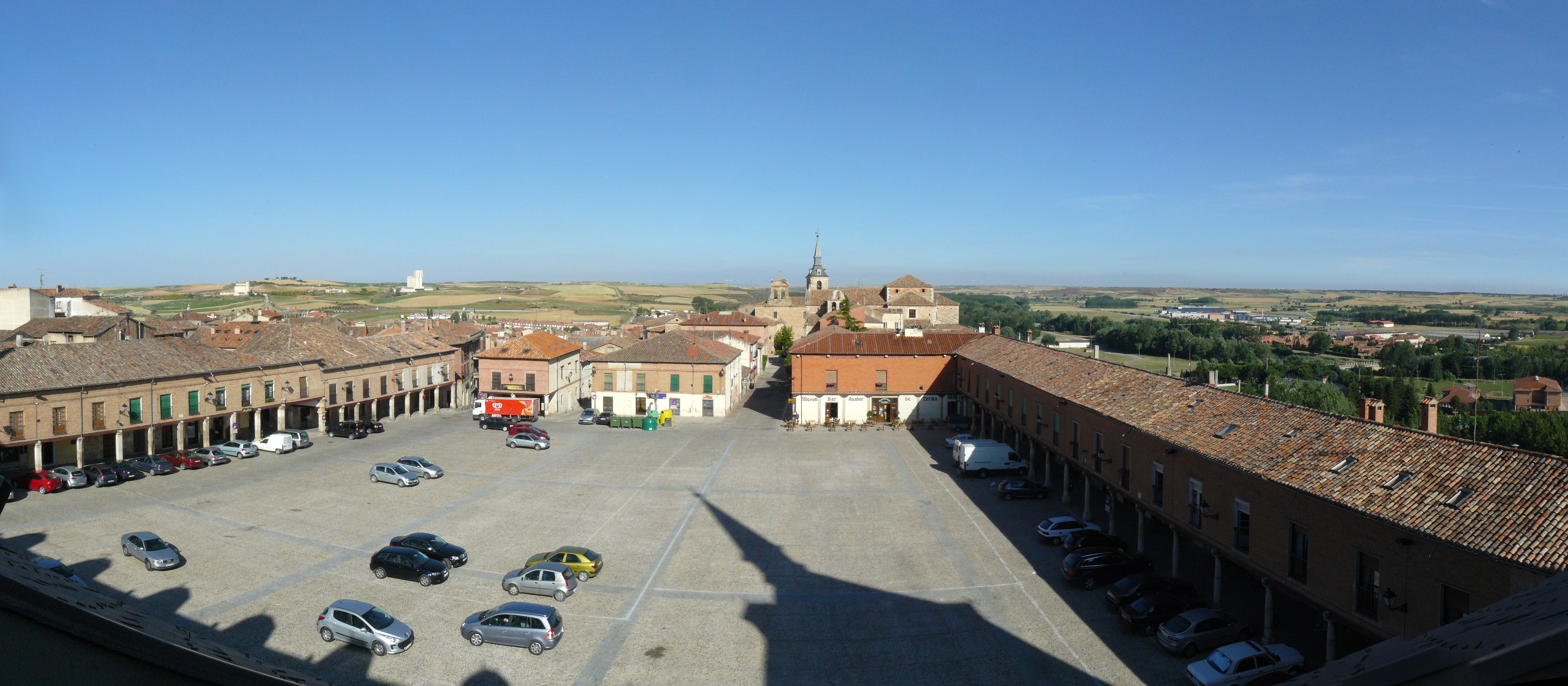
Центральна площа
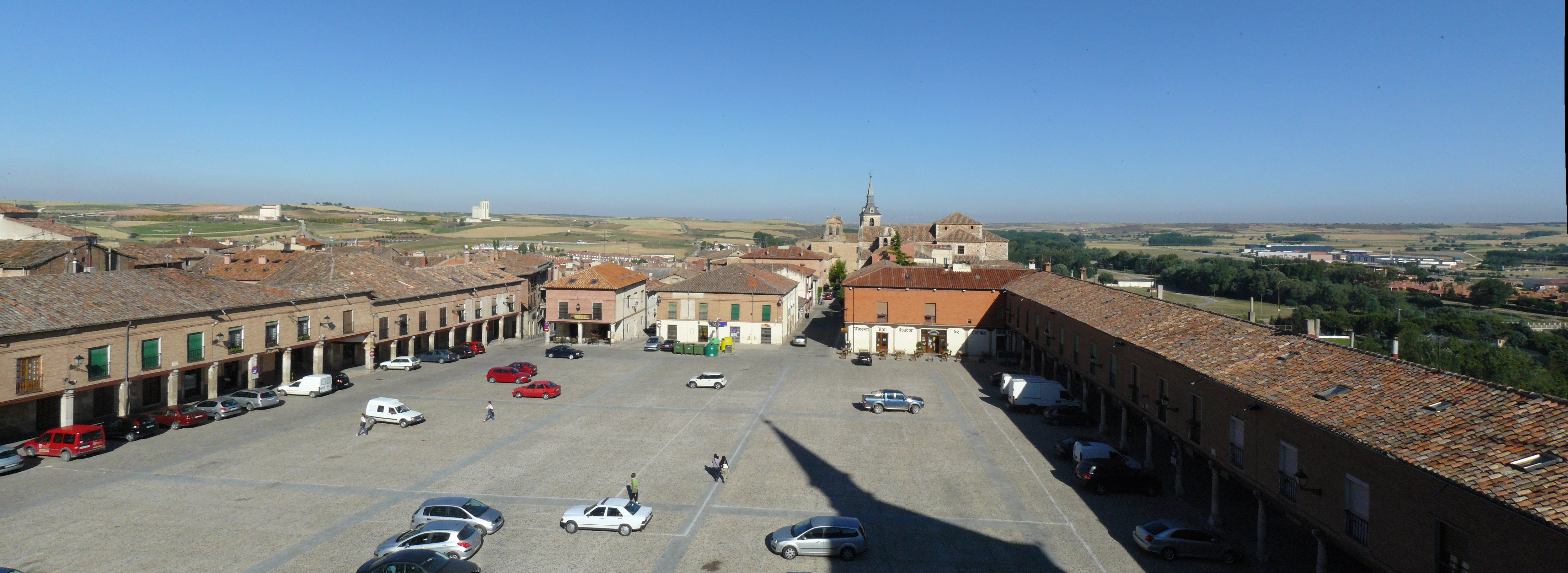
Центральна площа